# 12 Heures de Sebring 2009
Navigation
Édition précédente Édition suivante
Les 12 Heures de Sebring 2009 sont la 57e édition de l'épreuve et la 1re manche de l'American Le Mans Series 2009. Elles ont été remportées le 21 mars 2009 par l'Audi no 02 de Tom Kristensen, Allan McNish et Rinaldo Capello.

## Circuit

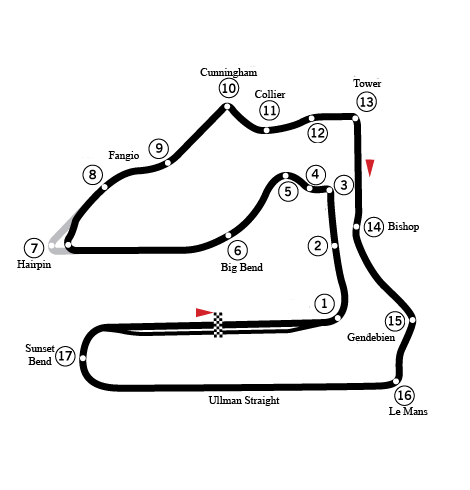
Le Sebring International Raceway, cadre des 12 Heures de Sebring 2009.

Les 12 Heures de Sebring 2009 se déroulent sur le Sebring International Raceway situé en Floride. Il est composé de deux longues lignes droites, séparées par des courbes rapides ainsi que quelques chicanes. Ce tracé a un grand passé historique car il est utilisé pour des courses automobiles depuis 1950. Ce circuit est célèbre car il a accueilli la Formule 1.

## Qualifications
Voici le classement au terme des qualifications.
- Les premiers de chaque catégorie du championnat du monde sont signalés par un fond jaune.

| Position | Catégorie | Équipe                         | Pilote             | Temps             |
| -------- | --------- | ------------------------------ | ------------------ | ----------------- |
| 1        | LMP1      | #66 de Ferran Motorsports      | Scott Dixon        | 1:45.278          |
| 2        | LMP1      | #2 Audi Sport Team Joest       | Tom Kristensen     | 1:45.360          |
| 3        | LMP1      | #07 Team Peugeot Total         | Christian Klien    | 1:45.462          |
| 4        | LMP1      | #1 Audi Sport North America    | Mike Rockenfeller  | 1:45.551          |
| 5        | LMP1      | #08 Team Peugeot Total         | Sébastien Bourdais | 1:45.559          |
| 6        | LMP1      | #9 Patrón Highcroft Racing     | David Brabham      | 1:46.504          |
| 7        | LMP2      | #15 Lowe's Fernández Racing    | Adrian Fernández   | 1:49.686          |
| 8        | LMP2      | #16 Dyson Racing Team          | Chris Dyson        | 1:51.534          |
| 9        | LMP1      | #12 Autocon Motorsports        | Chris McMurry      | 1:51.598          |
| 10       | LMP2      | #20 Dyson Racing Team          | Butch Leitzinger   | 1:51.840          |
| 11       | GT1       | #4 Corvette Racing             | Oliver Gavin       | 1:57.882          |
| 12       | GT1       | #3 Corvette Racing             | Jan Magnussen      | 1:58.203          |
| 13       | GT2       | #87 Farnbacher-Loles Racing    | Dirk Werner        | 2:03.051          |
| 14       | GT2       | #45 Flying Lizard Motorsports  | Jörg Bergmeister   | 2:03.433          |
| 15       | GT2       | #95 Advanced Engineering PeCom | Gianmaria Bruni    | 2:03.487          |
| 16       | GT2       | #62 Risi Competizione          | Mika Salo          | 2:03.829          |
| 17       | GT2       | #40 Robertson Racing           | David Murry        | 2:04.333          |
| 18       | GT2       | #21 Panoz Team PTG             | Dominik Farnbacher | 2:04.437          |
| 19       | GT2       | #90 BMW Rahal Letterman Racing | Bill Auberlen      | 2:04.566          |
| 20       | GT2       | #11 Primetime Race Group       | Chris Hall         | 2:05.619          |
| 21       | GT2       | #007 Drayson Racing            | Jonny Cocker       | 2:05.692          |
| 22       | GT2       | #18 VICI Racing                | Nicky Pastorelli   | 2:05.805          |
| 23       | GT2       | #28 LG Motorsports             | Lou Giglotti       | 2:06.678          |
| 24       | GT2       | #61 Risi Competizione/Krohn    | Tracy Krohn        | 2:08.386          |
| 25       | GT2       | #44 Flying Lizard Motorsports  | Darren Law         | 2:10.912          |
| 26       | LMP1      | #37 Intersport Racing          | N'a pas participé  | N'a pas participé |
| 27       | GT2       | #92 BMW Rahal Letterman Racing | N'a pas participé  | N'a pas participé |

## Résultats
Voici le classement au terme de la course.
- Les vainqueurs de chaque catégorie sont signalés par un fond jauni.
- Pour la colonne Pneus, il faut passer le curseur au-dessus du modèle pour connaître le manufacturier de pneumatiques.

| Pos    | Cat  | n°  | Équipe                                 | Pilotes                                              | Châssis                                | Pneus | Tours |
| Pos    | Cat  | n°  | Équipe                                 | Pilotes                                              | Moteur                                 | Pneus | Tours |
| ------ | ---- | --- | -------------------------------------- | ---------------------------------------------------- | -------------------------------------- | ----- | ----- |
| 1      | LMP1 | 2   | Audi Sport Team Joest                  | Allan McNish Rinaldo Capello Tom Kristensen          | Audi R15 TDI                           | M     | 383   |
| 1      | LMP1 | 2   | Audi Sport Team Joest                  | Allan McNish Rinaldo Capello Tom Kristensen          | Audi TDI 5.5 L Turbo V10 (Diesel)      | M     | 383   |
| 2      | LMP1 | 08  | Team Peugeot Total                     | Franck Montagny Stéphane Sarrazin Sébastien Bourdais | Peugeot 908 HDi FAP                    | M     | 383   |
| 2      | LMP1 | 08  | Team Peugeot Total                     | Franck Montagny Stéphane Sarrazin Sébastien Bourdais | Peugeot HDi 5.5 L Turbo V12 (Diesel)   | M     | 383   |
| 3      | LMP1 | 1   | Audi Sport North America               | Mike Rockenfeller Lucas Luhr Marco Werner            | Audi R15 TDI                           | M     | 381   |
| 3      | LMP1 | 1   | Audi Sport North America               | Mike Rockenfeller Lucas Luhr Marco Werner            | Audi TDI 5.5 L Turbo V10 (Diesel)      | M     | 381   |
| 4      | LMP2 | 15  | Lowe's Fernández Racing                | Adrian Fernández Luis Díaz                           | Acura ARX-01B                          | M     | 360   |
| 4      | LMP2 | 15  | Lowe's Fernández Racing                | Adrian Fernández Luis Díaz                           | Acura AL7R 3.4 L V8                    | M     | 360   |
| 5      | LMP1 | 07  | Team Peugeot Total                     | Nicolas Minassian Pedro Lamy Christian Klien         | Peugeot 908 HDi FAP                    | M     | 356   |
| 5      | LMP1 | 07  | Team Peugeot Total                     | Nicolas Minassian Pedro Lamy Christian Klien         | Peugeot HDi 5.5 L Turbo V12 (Diesel)   | M     | 356   |
| 6      | GT1  | 3   | Corvette Racing                        | Johnny O'Connell Jan Magnussen Antonio García        | Chevrolet Corvette C6.R                | M     | 349   |
| 6      | GT1  | 3   | Corvette Racing                        | Johnny O'Connell Jan Magnussen Antonio García        | Chevrolet LS7.R 7.0 L V8 (E85 ethanol) | M     | 349   |
| 7      | GT1  | 4   | Corvette Racing                        | Oliver Gavin Olivier Beretta Marcel Fässler          | Chevrolet Corvette C6.R                | M     | 348   |
| 7      | GT1  | 4   | Corvette Racing                        | Oliver Gavin Olivier Beretta Marcel Fässler          | Chevrolet LS7.R 7.0 L V8 (E85 ethanol) | M     | 348   |
| 8      | GT2  | 62  | Risi Competizione                      | Jaime Melo Pierre Kaffer Mika Salo                   | Ferrari F430 GTC                       | M     | 332   |
| 8      | GT2  | 62  | Risi Competizione                      | Jaime Melo Pierre Kaffer Mika Salo                   | Ferrari 4.0 L V8                       | M     | 332   |
| 9      | GT2  | 95  | Advanced Engineering PeCom Racing Team | Gianmaria Bruni Matías Russo Luís Pérez Companc      | Ferrari F430 GTC                       | M     | 330   |
| 9      | GT2  | 95  | Advanced Engineering PeCom Racing Team | Gianmaria Bruni Matías Russo Luís Pérez Companc      | Ferrari 4.0 L V8                       | M     | 330   |
| 10     | GT2  | 21  | Panoz Team PTG                         | Ian James Dominik Farnbacher                         | Panoz Esperante GT-LM                  | Y     | 329   |
| 10     | GT2  | 21  | Panoz Team PTG                         | Ian James Dominik Farnbacher                         | Ford 5.0 L V8                          | Y     | 329   |
| 11     | GT2  | 45  | Flying Lizard Motorsports              | Patrick Long Jörg Bergmeister Marc Lieb              | Porsche 911 GT3 RSR (997)              | M     | 326   |
| 11     | GT2  | 45  | Flying Lizard Motorsports              | Patrick Long Jörg Bergmeister Marc Lieb              | Porsche 4.0 L Flat-6                   | M     | 326   |
| 12     | GT2  | 44  | Flying Lizard Motorsports              | Johannes van Overbeek Darren Law Seth Neiman         | Porsche 911 GT3 RSR (997)              | M     | 326   |
| 12     | GT2  | 44  | Flying Lizard Motorsports              | Johannes van Overbeek Darren Law Seth Neiman         | Porsche 4.0 L Flat-6                   | M     | 326   |
| 13     | GT2  | 61  | Risi Competizione Krohn Racing         | Tracy Krohn Niclas Jönsson Eric van de Poele         | Ferrari F430 GTC                       | M     | 325   |
| 13     | GT2  | 61  | Risi Competizione Krohn Racing         | Tracy Krohn Niclas Jönsson Eric van de Poele         | Ferrari 4.0 L V8                       | M     | 325   |
| 14     | GT2  | 40  | Robertson Racing                       | David Robertson Andrea Robertson David Murry         | Ford GT-R Mk. VII                      | D     | 303   |
| 14     | GT2  | 40  | Robertson Racing                       | David Robertson Andrea Robertson David Murry         | Ford 5.0 L V8                          | D     | 303   |
| 15 DNF | LMP1 | 9   | Patrón Highcroft Racing                | David Brabham Scott Sharp Dario Franchitti           | Acura ARX-02a                          | M     | 302   |
| 15 DNF | LMP1 | 9   | Patrón Highcroft Racing                | David Brabham Scott Sharp Dario Franchitti           | Acura AR7 4.0 L V8                     | M     | 302   |
| 16     | GT2  | 87  | Farnbacher-Loles Motorsports           | Wolf Henzler Dirk Werner Richard Lietz               | Porsche 911 GT3 RSR (997)              | M     | 274   |
| 16     | GT2  | 87  | Farnbacher-Loles Motorsports           | Wolf Henzler Dirk Werner Richard Lietz               | Porsche 4.0 L Flat-6                   | M     | 274   |
| 17 Abd | GT2  | 11  | Primetime Race Group                   | Joel Feinberg Chris Hall Ritchie Holt                | Dodge Viper Competition Coupe          | D     | 251   |
| 17 Abd | GT2  | 11  | Primetime Race Group                   | Joel Feinberg Chris Hall Ritchie Holt                | Dodge 8.3 L V10                        | D     | 251   |
| 18 Abd | LMP1 | 66  | de Ferran Motorsports                  | Gil de Ferran Simon Pagenaud Scott Dixon             | Acura ARX-02a                          | M     | 246   |
| 18 Abd | LMP1 | 66  | de Ferran Motorsports                  | Gil de Ferran Simon Pagenaud Scott Dixon             | Acura AR7 4.0 L V8                     | M     | 246   |
| 19 Abd | GT2  | 007 | Drayson Racing                         | Paul Drayson Jonny Cocker Rob Bell                   | Aston Martin V8 Vantage GT2            | M     | 204   |
| 19 Abd | GT2  | 007 | Drayson Racing                         | Paul Drayson Jonny Cocker Rob Bell                   | Aston Martin 4.5 L V8 (E85 ethanol)    | M     | 204   |
| 20 Abd | LMP1 | 12  | Autocon Motorsports                    | Chris McMurry Bryan Willman Tony Burgess             | Lola B06/10                            | D     | 151   |
| 20 Abd | LMP1 | 12  | Autocon Motorsports                    | Chris McMurry Bryan Willman Tony Burgess             | AER P32C 4.0 L Turbo V8                | D     | 151   |
| 21 Abd | LMP2 | 20  | Dyson Racing Team                      | Butch Leitzinger Marino Franchitti Ben Devlin        | Lola B08/86                            | M     | 149   |
| 21 Abd | LMP2 | 20  | Dyson Racing Team                      | Butch Leitzinger Marino Franchitti Ben Devlin        | Mazda MZR-R 2.0 L Turbo I4             | M     | 149   |
| 22 Abd | GT2  | 92  | BMW Rahal Letterman Racing             | Tommy Milner Dirk Müller                             | BMW M3 GT2 (E92)                       | D     | 140   |
| 22 Abd | GT2  | 92  | BMW Rahal Letterman Racing             | Tommy Milner Dirk Müller                             | BMW 4.0 L V8                           | D     | 140   |
| 23 Abd | LMP2 | 16  | Dyson Racing Team                      | Chris Dyson Guy Smith Andy Lally                     | Lola B09/86                            | M     | 127   |
| 23 Abd | LMP2 | 16  | Dyson Racing Team                      | Chris Dyson Guy Smith Andy Lally                     | Mazda MZR-R 2.0 L Turbo I4             | M     | 127   |
| 24 Abd | GT2  | 28  | LG Motorsports                         | Lou Giglotti Eric Curan Lucas Molo                   | Chevrolet Corvette C6.R GT2            | D     | 89    |
| 24 Abd | GT2  | 28  | LG Motorsports                         | Lou Giglotti Eric Curan Lucas Molo                   | Chevrolet LS3 6.0 L V8                 | D     | 89    |
| 25 Abd | LMP1 | 37  | Intersport Racing                      | Jon Field Clint Field Chapman Ducote                 | Lola B06/10                            | D     | 77    |
| 25 Abd | LMP1 | 37  | Intersport Racing                      | Jon Field Clint Field Chapman Ducote                 | AER P32C 4.0 L Turbo V8                | D     | 77    |
| 26 Abd | GT2  | 90  | BMW Rahal Letterman Racing             | Bill Auberlen Joey Hand                              | BMW M3 GT2 (E92)                       | D     | 27    |
| 26 Abd | GT2  | 90  | BMW Rahal Letterman Racing             | Bill Auberlen Joey Hand                              | BMW 4.0 L V8                           | D     | 27    |
| Np     | GT2  | 18  | VICI Racing                            | Hans-Joachim Stuck Johannes Stuck Nicky Pastorelli   | Porsche 911 GT3 RSR (997)              | M     | –     |
| Np     | GT2  | 18  | VICI Racing                            | Hans-Joachim Stuck Johannes Stuck Nicky Pastorelli   | Porsche 4.0 L Flat-6                   | M     | –     |